# Huntza
Gli Huntza sono un gruppo musicale spagnolo, formatosi nel 2014 a Bilbao, nei Paesi Baschi.
Il termine huntza che dà il nome al gruppo è una parola basca che significa "edera".

## Storia
Il gruppo si è formato a Bilbao nel 2014, coinvolgendo ragazzi universitari provenienti da diverse città della Gipuzkoa.
Il gruppo si manifesta per la prima volta l'8 marzo 2016, pubblicando il brano Harro gaude, brano che rende omaggio alle donne che si sono esibite sul palco. A novembre 2016 hanno pubblicato la canzone e il video Aldapan gora, che si è rivelata un grande successo. All'inizio del 2018 Aldapan gora è diventato il videoclip più visto di YouTube in lingua basca, con 5,7 milioni di visualizzazioni.
Nel 2017 hanno pubblicato il singolo digitale Lumak contenente due canzoni, Zer izan ed Elurretan. Il ricavato è stato devoluto all'Associazione dei Genitori di Bambini di Oncologia.
Il 13 novembre 2018 hanno presentato la copertina del loro secondo album intitolato Xilema, accompagnato dal singolo Lasai, lasai che è stato presentato alla radio Euskal Irrati Telebista assieme al suo videoclip.
Nel 2020 avevano programmato un tour in Europa, ma causa la pandemia di COVID-19 hanno dovuto cancellarlo. Nel 2021 hanno collaborato con musicisti internazionali, tra cui i catalani Doctor Prats (Haizeak), Lildami (Si vols) e la messicana Julieta Venegas (17:21). I singoli hanno anticipato l'uscita del nuovo album Ezin ezer espero nel novembre 2021.

## Formazione
- Josune Arakistain Salas - voce, trikitixa
- Uxue Amonarriz Zubiondo - voce, pandero
- Aitor Huizi Izagirre - violino
- Aitzol Eskisabel Ruiz - chitarra elettrica e acustica
- Inhar Eskisabel Ruiz - basso
- Peru Altube Kazalis - batteria

## Discografia

### Album in studio
- 2016 - Ertzetatik
- 2018 - Xilema
- 2021 - Ezin ezer espero

### Singoli
- 2018 - Lumak
- 2019 - Ohorea (Orgull) [Live In Madrid] (con Roba Estesa)
- 2021 - Haizeak (con Doctor Prats)
- 2021 - Si vols (con Lildami e Kickbombo)
- 2021 - 17:21